# 中間子症候群
中間子症候群 (ちゅうかんししょうこうぐん)とは、家族の中で兄弟姉妹の間に生まれた中間子が、他の兄弟姉妹と比べて親から異なる扱いや見られ方をされるという考え方である。この理論では、兄弟姉妹の生まれた順序が、子どもの性格や成長過程に影響を与えるとされている。特に、親は長子や末子により多くの関心を向ける傾向があるため、中間子が異なる育ち方をするという仮説である。
この用語は精神疾患を表すものではなく、中間子が自身の育ち方をもとに世界をどのように見ているかを説明する仮説的なアイデアである。その結果、中間子は他の兄弟姉妹とは異なる性格や個性を持ち、家庭生活を独自の視点で経験すると考えられている。

## 出生順
アルフレッド・アドラー（1870–1937）は、ヴィクトリア朝時代に活躍したオーストリアの医師であり精神科医である。彼は人生を通じて「劣等感と優越感」、「社会的関心」、「出生順位」の3つの主要な理論を構築し研究した。アドラーの出生順位に関する理論では、兄弟姉妹が生まれる順序が子どもの思春期や性格のタイプに大きな影響を与えるとされた【1】。
アドラーはジークムント・フロイトやカール・ユングの協力を得て、この理論を具体的に発展させ、子どもの行動をより理解しやすくした【1】。同じ親に育てられ、同じ家庭環境で生活していても、子どもが異なる行動をとる理由について、彼は脳の働きや心理的要因を深く理解した。この理論は特に、結婚した両親が同居しながら子どもを育てる家庭を念頭に置いている【1】。
現在、多くの研究者や心理学者が出生順位が子どもに与える影響について研究を続けている。「中間子症候群」という用語は、時間の経過とともに発展したもので、中間子が感じる共通の特徴や、特に中間子であることに関連する出来事を説明するものである【1】。アドラーの理論によれば、長子、中間子、末子の人生は出生順に基づいて異なり、それが性格特性にも影響を与える可能性があるとされている【1】。
- 一番上の子供は支配的で保守的かもしれない
- 真ん中の子供は協調的で独立心が強い
- 末っ子は野心的で特権的である

中間子が「間に挟まれている」状況では、親から愛されていないと感じたり、注意をあまり向けられていないと感じることが一般的になる可能性がある【1】。しかし、家族の状況によっては、出生順位や中間子症候群が当てはまらない場合もある。アルフレッド・アドラーの出生順位に関する概念は、典型的な機能不全の家族に基づいている。中間子症候群は診断名ではなく、あくまでアイデアに過ぎない。この用語は、子どもの発達について、特に親の養育方法や兄弟姉妹との関係において、子どもがどのように行動するのかを研究者が理解するための助けとなっている。

## 研究
1988年に、中間子とその兄弟姉妹の知能に対する認識の違いに関する研究が行われた。収集されたデータを通じて、研究者は、親が長子の知能について若干有利な印象を持つ傾向があることを発見した。同程度の年齢の兄弟姉妹のIQをテストした結果、彼らのIQスコアは数ポイントの範囲内で収まることが多いことがわかった。この研究は、共有された環境の影響で兄弟姉妹のIQは似通っている傾向があるにもかかわらず、知能に対する認識の違いによって彼らが受けた扱いには不一致があると結論付けた【1】。
1998年、研究者たちは、出生順位が個人の性格や両親との絆の強さに影響を与えるという理論を検証するために調査を行った。その結果、切羽詰まったストレスの多い状況に直面したとき、両親を頼りにすると答えたのは、真ん中の子供が最も少なかった。また、長子や末っ子に比べ、真ん中の子供は最も親しみを感じる人物として母親を指名する傾向が低いことも指摘された。
2016年、工学部の学部生の出生順序とそれが理想的な自己表現に与える影響について調査が行われた。320人の参加者のうち、中間子は兄弟姉妹に比べて家族志向が低いことがわかった。研究によると、第一子は年下の兄弟姉妹に比べて保護的であることのスコアが高かった。さらに、中間子は「愛情」と「人間関係の良好さ」のスコアが最も高かった。しかし、「仲間意識」と「自己同一性」のスコアは低かった。これらの結果は、出生順が個人の性格に影響を与える可能性を示唆している。さらに、中間子は細かい点まで指示に従う傾向である適応不全型完璧主義を発症する可能性が最も高かった。
2018年に、出生順と親による性教育における兄弟姉妹間の関与についての分析が行われた。この調査には15,000人以上が参加した。結果に基づいて、研究者は、家族の中で中間子として生まれた女性の30.9％が、家族の末っ子として生まれた女性の29.4％に比べて、親と生殖について話し合う可能性がやや低いことを発見した。同様に、家族の中で中間子として生まれた男性の17.9％が、親と性的な再生産について話し合うことが比較的簡単であると感じている一方で、末っ子として生まれた男性では21.4％がそのように感じていることが判明した。
ジーニー・S・キッドウェルは、中間子と家族の中で末っ子および長子の子供の自尊心を比較する研究を行った。この研究では、子供の数、年齢差、性別といった他の要因も考慮された。キッドウェルは、自尊心が個人のアイデンティティの重要な側面であり、子供の発達における能力、達成、そして人間関係に関連していると提唱した。キッドウェルの研究結果は、兄弟姉妹の数が増えるにつれて、個人の自尊心が低下する傾向があることを示唆した。ただし、この傾向は特に兄弟姉妹の年齢差が2年の場合に見られるものだった。この研究では、「兄弟姉妹の年齢差が1年しかない場合、長子や末子としての特有性を発展させて固める時間が少なくなる。このような狭い年齢差では、出生順に基づく特徴が曖昧になり、それに伴って行動や認識の違いも不明瞭になる」と説明されている。独自性は、家族の中で地位や愛情、認知を獲得する能力を指しており、家族から特別だと感じられることで達成される。キッドウェルは、この独自性が中間子にとって特に困難であり、それが彼らの自己評価にどのような影響を与えるかを分析した。研究の結果、兄弟姉妹がすべて女性である若い男性は、出生順に関係なく、より高いレベルの自尊心を示す傾向があることが提案された。

## 例と特徴
出生順位理論は、人が生まれた順番がその人の個別の性格に影響を与える可能性があると主張している。この理論によると、性格は育てられた親の育児スタイルに起因する可能性があると考えられている。例えば、複数の子供を持つ親は、長子を中間子や末子とは異なる方法で育てる可能性がある。  
「中間子症候群」という言葉は、中間子が子供時代を通じて受けた扱いが他の兄弟姉妹と異なるため、彼らが異なる経験をする可能性を説明するためによく使われる。中間子の育ち方はそれぞれ独特の状況を伴うものの、彼らの間に共通する行動パターンがあるという証拠も見られる。

### 特徴
中間子の性格特性は、中間子と家族、すなわち兄弟姉妹や親との関係によって生じる。
- 秘密主義
- 調停者
- 外交的な
- 独立した
- 忠実な
- 社交的な
- 責任を持つ
- 妥協する
- 適応力のある
- 柔軟な

出生順位理論により、思春期には長子や末子の兄弟姉妹よりも中間子が経験する可能性のある状況がいくつかある。

### 例
- 成長過程で特別だと感じない
- 他の兄弟姉妹と比べて、親からの中間子への関心が少ない
- 家族よりも友達に頼ることが多い
- 家族の中で最初に家を出る
- 家族の中で助けを求めるのが最後
- 他の兄弟姉妹よりも背が低い
- 家族以外の人間関係に対して保護的
- 特定の状況で支配されている、または圧倒されていると感じることがある
- 親に無視されたり、放置されたりすることが多い

## 説明
「中間子症候群（Middle Child Syndrome）」という言葉がいつどこで生まれたのかは、まだ明らかになっていない。しかし、出生順位に関する研究が、この言葉に意味を与えている。真ん中っ子であることが、即座に親からの配慮不足を意味するわけではない。それどころか、真ん中っ子であることが有利になる場面もある。他の多くの人生の出来事と同様、真ん中っ子であることには肯定的な面と否定的な面が存在する。出生順位や中間子症候群は子供の発達を理解する助けになるかもしれないが、それが真ん中っ子の全てを定義するわけではない。
最終的には、家族の中で長子や末子ほどの注意を得られない真ん中っ子には心理的な影響が生じる可能性がある【1】。出生順位に関する多くの研究がある中で、この理論を発展させた主要な心理学者はアルフレッド・アドラーである。一方で、彼の研究は、現代の観点からみると時代遅れであり、人種、年齢、性別といった重要な側面を含んでいないと批判されている。

## 参照
- 兄弟姉妹間の競争
- 兄弟姉妹間の虐待
- 縁故主義（親族や知人を優遇する行為）
- 兄弟姉妹グループの一覧
- 核家族
- 兄弟姉妹の日

## 関連資料
- “Middle Child Syndrome: Is it Real?”. Psych Central. (2021年10月25日)
- Eklund, Morgan (2013). “Middle Child Syndrome”. The North American Review 298 (2):  8. JSTOR 24414731.